# Ronaldo V-Football
Ronaldo V-Football est un jeu vidéo de sport (football) développé par PAM Development et édité par Infogrames, sur PlayStation, Game Boy et Game Boy Color.
Il tient son nom du joueur brésilien Ronaldo.

## Accueil
- 4Players : 84 % (PS1)[1]
- Jeuxvideo.com : 12/20 (GBC)[2]
- Power Unlimited : 8/10 (PS1)[3]
- Video Games : 73 % (PS1)[4]